# Charles W. Lindberg
Charles W. "Chuck" Lindberg (26 de junho de 1920 — 24 de junho de 2007) foi um fuzileiro naval dos Estados Unidos que fez parte da patrulha de combate que escalou o monte Suribachi e levantou a primeira das duas bandeiras americanas na cimeira durante a batalha de Iwo Jima, na Segunda Guerra Mundial. Foi um dos últimos sobreviventes dos dois hasteamentos históricos, em 23 de fevereiro de 1945.